# Velden (Moyenne-Franconie)
Pour les articles homonymes, voir Velden.
Velden est une ville de Bavière (Allemagne), située dans l'arrondissement du Pays-de-Nuremberg, dans le district de Moyenne-Franconie.